# إيجيميوس (أسطورة)

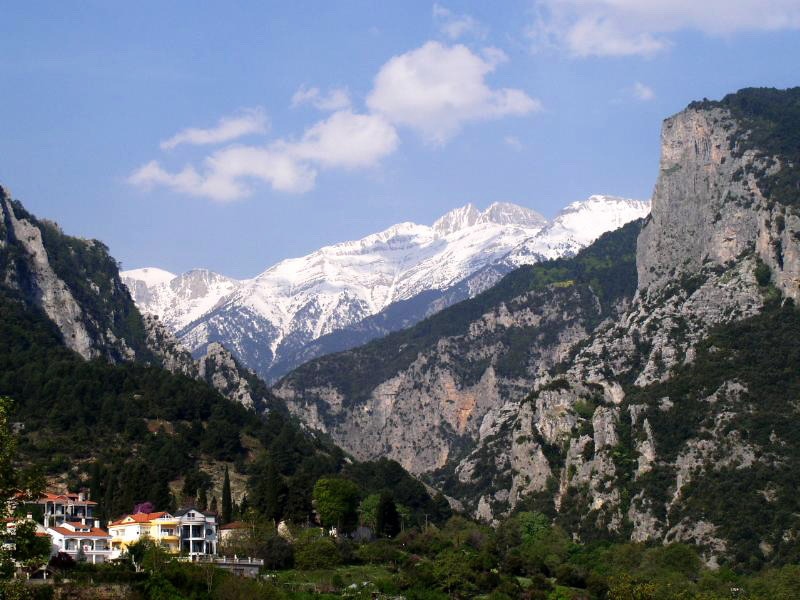
جبل أوليمبوس

إيجيميوس (بالإنجليزية: Aegimius /باليونانية القديمة: Αἰγίμιος) هو الجد الأسطوري للدوريين. اشتبك مع اللابيثيين Lapiths وطلب مساعدة هرقل Heracles التي حققت له النصر. حاول أن يكافئ هرقل إلا أن هذا الأخير رفض هذه التقدمة. فعمد إيجيميوس إلى تبني هیليوس بن هرقل ردا للجميل الذي أسداه هذا البطل له. وكان له ابنان بامفیلوس وديماس. و بانضمام ابن هرقل صار له ثلاثة وهم الذين حملت أسماءهم الشعوب التي انحدرت من الدوريين.